# Jorge Rauli
Jorge Raulli é um ex-futebolista, que atuava como lateral-direito, e treinador de futebol brasileiro.

## Carreira
Como jogador, atuou por Fluminense, Vasco da Gama, Noroeste, Grêmio Esportivo Sãocarlense, entre outras equipes.
Como treinador, iniciou-se como auxiliar-técnico de Luís Carlos Winck no Mogi Mirim, em 2003. Poucos meses depois, efetivou-se como treinador profissional, dirigindo equipes do interior paulista, além do CRB, de Alagoas. Em 2007, treinou o Marília na disputa da Série B.